# Hapsalviken
Hapsalviken (estniska: Haapsalu laht) är en vik på Estlands västkust mot Moonsund och Östersjön. Den ligger i landskapet Läänemaa, 80 km sydväst om huvudstaden Tallinn. 
I vikens inre del finns tre grunda fjärdar, från väster Tagalaht, Skåtabo groppa (estniska: Tahu laht) och allra längst in Saunja laht. De två förra skiljs av några öar, däribland Pleesi saar. Vattendraget Võnnu oja mynnar i Saunja laht. På Hapsalvikens södra strand, vid fjärden Tagalaht, ligger staden Hapsal och öster om den småköpingen (alevik) Uuemõisa. Den södra stranden avslutas i väster av udden Pinukse nukk. Norr om Hapsalviken ligger Nuckö; viken utgjorde den södra delen av det sund som förr skilde Nuckö från fastlandet och som nu grundats igen på grund av landhöjningen.